# Isabel Saraiva

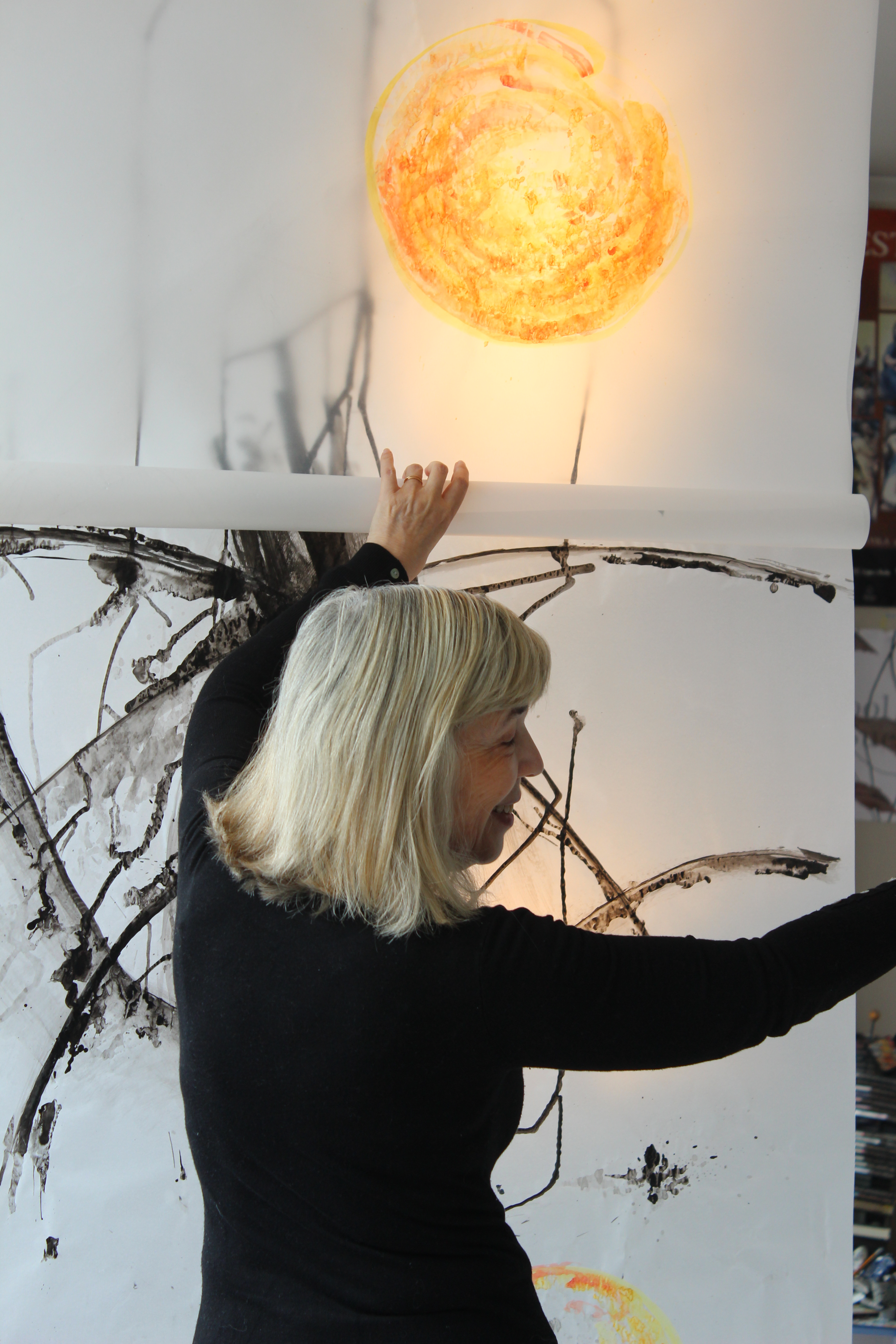
Isabel Saraiva no seu Atelier

Natural do Porto, licenciou-se em 1971 em Artes Plásticas na Escola Superior de Belas Artes do Porto. Exerceu docência no ensino público. Desde então tem exposto, individual e colectivamente em Portugal como em várias salas no estrangeiro, nomeadamente em Nova York, Barcelona, Seul, México, Paris, Coulliure, Cuenca, Toulouse, Bruxelas, Palermo, S. Paulo, Suffolk, Bagues, Wingfield e Pineda de Mar.
Em Portugal expôs: Expo 98, Museu da Água, Centro Cultural de Belém, Câmara Municipal de Matosinhos, Orfeão de Matosinhos, Casa da Cultura V. N. de Famalicão, Fundação Cupertino de Miranda, Museu Nogueira da Silva, Museu Santa Joana (Aveiro), Galeria Municipal de Arte de Barcelos e Museu de Transportes e Comunicações (Porto).
Está representada por aquisição em várias colecções particulares e museus: Acervo da Câmara Municipal de Macedo de Cavaleiros, Galeria Fort (Cadaqués, Barcelona), Museu Copy Art da Universidade Cuenca, Câmara Municipal de Matosinhos, Orfeão de Matosinhos, Casa da Cultura V. N. de Famalicão, Fundação Cupertino de Miranda, Museu Nogueira da Silva, Museu Santa Joana (Aveiro), Galeria Municipal de Arte de Barcelos, Museu de Transportes e Comunicações (Porto).
Coletivamente está representada em: Fondation Collioure (França), Galeria Fort-Cadaqués (Barcelona), Coleção Pró-Museu Mini Print (Barcelona), Museu Internacional Copy Art da Universidade de Cuenca (Espanha).
Homenageada pelo Instituto do Mundo Lusófono no Grande Anfiteatro da Universidade de Sorbonne (Paris) em 2017.

## Exposições Individuais Internacionais
- "Gustavo Eiffel – Homage de Isabel Saraiva” – Maison International - Cité International Universitaire de Paris (1996)
- "A Estrutura do Ferro” – Galeria Marabelló (Barcelona, 1997)
- "Revêr la ville” – Companhia Império (Paris, 1999)
- Pontes de Esperança – Ponts d’Espoir – UNESCO (Paris, 2017)

## Exposições Individuais Nacionais
- "Fragmentos Florbela Espanca ” Salão do Orfeão de Matosinhos (1983)
- "Pintura” - Fundação Cupertino de Miranda (1983)
- "Trechos do Porto” (Porto,1984)
- "Douro Percurso de um Rio” (Porto, 1984)
- "Óleos, Pastéis, Azulejos” – Hotel Balaia (Albufeira, 1985)
- "Granitos, vidros irisado e sonhos... o Porto” – Casa Tait (Porto, 1988)
- "Sinais de Luz” – Casa Tait  (Porto, 1988)
- "Porto: Fontes” Casa Tait  (Porto, 1989)
- "Porto Reencontrado” – Galeria da Praça com a apresentação do livro "Porto Encantamentos" por Mário Cláudio (1991/92)
- "Um Olhar Diferente" – Porto Ferros – Museu dos Transportes e Comunicações (Porto, 1995)
- "A Estrutura do Ferro” – Museu dos Transportes e Comunicações (Porto, 1997)
- " A Ponte D Maria Pia... O Porto” - Museu dos Transportes e Comunicações (Porto, 1999)
- "... e o ferro ” – Museu Nogueira da Silva - Universidade do Minho (Braga, 1999)
- "Três Arcos Três  Pontes " - Museu dos Transportes e Comunicações (Porto, 2001)
- " Fome de Azul ”- Hotel Tivoli (Porto, 2004)
- " Parágrafos" – Galeria Municipal de Arte de Barcelos – Comentada com um texto da autora e um poema de Mário Cláudio (2008)
- "Porto de Partida – 30 anos de Pintura"[1][2] - Galeria da Biblioteca Municipal Almeida Garrett " (Porto, 2013)
- "Mirando" - Museu Municipal Armindo Teixeira Lopes (Mirandela, 2013)
- "No Coração do Porto" Reitoria da UP (Porto, 2014)[3]
- "Elucidário de Pontes" Museu de Numismática  (Vila Real, 2014)
- "No Coração de I" – Mosteiro de Santa Clara-a-Velha (Coimbra, 2014)
- "Metamorfoses de mim"[4] – Galeria AP’ARTE (Porto, 2015)
- "O Coração dá e recebe – o teu"  Congresso Internacional de Artes e Ciência em Diálogo – Ordem dos Médicos (Porto, 2015)
- "Sou Ponte. Sou água "  - Museu do Douro (Régua, 2015)
- "Pontes no Homem " - XVIII Congresso Nacional de Medicina e IX Congresso Nacional do Médico Interno - Ordem dos Médicos - SRNOM (Porto, 2015)
- "No Coração do Nordeste" - Centro Culturar de Macedo de Cavaleiros (2016)
- "Escutando o Mondego" - Ordem dos Médicos Secção Regional Centro (Coimbra, 2017)
- "Pontes para a vida" - Integrada no Congresso de Bioética e Neuroética - Faculdade de Direito da Universidade Nova de Lisboa (2018)
- "Pontes em Bioética na Ria de Aveiro" - Galeria da Antiga Capitania do Porto de Aveiro (2018)
- "Sob a Pele - Água e Pontes" - Museu da Vila Velha (Vila Real, 2019)
- "Pontes para a Bioética" - Colégio dos Jesuítas da Universidade da Madeira (2019)
- "Conforto e Amor" - Faculdade de Medicina da Universidade do Porto (2020)
- "Emoção e Vida"  - Faculdade de Direito da Universidade do Porto (2021)
- 14º World Conference on Bioethics, Medical Ethics and Health Law Art & Heart in Bioethics (Porto, 2022)
- Linha de água - Bienal de Arte  Contemporânea de Trás os Montes / 01 (Macedo de Cavaleiros, 2022)
- 20º aniversário de elevação do Douro a Património Mundial; Museu de S.ta Marta (S.ta Marta de Penaguião, 2022)
- Intermitências de Arte – Centro Cultural Mestre José Rodrigues (Alfândega da Fé, 2023)
- “Black & White – Science, Ethics and Art" – Hotel Sheraton (Porto, 2023)

Artista convidada pela Ordem dos Engenheiros, aquando da nomeação da Ponte D. Maria Pia reconhecida como “Civil Engineering Historial Landmark” para a realização de uma edição limitada de Serigrafias, sobre a “Ponte D Maria Pia“.

## Exposições Coletivas Internacionais
- Mostra de Gravura – Museu Municipal Bello Piñero (El Ferrol, 1985)
- VI Mostra de Arte do Baixo Miño (Tui, 1985)
- 10.º Convegno Internazionale Arte e Poesia – Asla (Palermo, 1985)
- Concurso de Grabado Maximo Ramos (El Ferrol, 1986)
- VI Mini Print Internazional (Cadaqués, 1986)
- 19ª Mostra Internazional D’Arte – Asla (Palermo, 1986)
- Concurso de Desenho Artístico Perez Vilamil (El Ferrol, 1988)
- VIII Mini Print Internazional (Cadaqués, 1988) com travelling show;
- Mini Print Internazional – Traveling Show – Château Royal de Collioure (França, 1998)
- X Mini Print Internazional (Cadaqués, 1990)
- XI Mini Print Internazional (Cadaqués, 1991)
- Colección Museu Internacional de Electrografia (Cuenca, 1991)
- IV Certamen de Artes Plásticas (Tui, 1992)
- FACIM (Maputo, 1993)
- Triennale Latine (Puy en Valay, 1993)
- VII Certamen de Artes Plásticas (Tui, 1995)
- Montserrat Gallery (Nova York, 1995)
- "Artistas Portugueses Contemporâneos” – Galeria Anagma (Valência, 1996)
- 26.ª Mostra Internazional D’Arte – Asla (Palermo, 1997)
- 30ª Mostra Colectiva Internazional D’Arte – Asla (Palermo, 1999)
- Pintura Exposição Interdistrital (Barcelona, 2002)
- "Mulheres com Artes em movimento” Casa de Portugal (Paris, 2012)
- "Mulheres com Artes em movimento”  Livraria Orfeu  (Bruxelas, 2012)
- Mini Print Internazional (Cadaqués, 2014)
- "Ao novos Paradigmas da Arte Contemporânea" (S. Paulo, 2014)
- "A Arte no Feminino" Galeria Arte Imagen (Corunha, 2016)
- "Mini Print International 43 (Cadaqués, 2023)

## Exposições Coletivas Nacionais
- ESBAP (Porto, 1982)
- C.M. Maia (Maia,1983)
- Galeria EG (Porto, 1984)
- 1.º Prémio de Artes Visuais da Cidade de Montijo – Prémio Vespeira (1985)
- 1ª Mostra de Arte (Mondim de Basto, 1985)
- Ministério da Comunicação Social (Porto, 1985)
- II Bienal de desenho – Árvore (Porto, 1985)
- Artistas de Gaia (V. N. Gaia, 1985)
- "Aguarela e desenho Mestre Roque Gameiro” (C. M. Amadora, 1985)
- "Transparências de duas realidades” – Jardins da Arrábida (V. N. Gaia, 1986)
- " Rio Douro ”  - 1.º Congresso do Rio Douro (V. N. Gaia, 1986)
- Exposição Colectiva de Pintura – Lions Clubs Internacional (Porto, 1986)
- Artistas de Gaia (V. N. Gaia, 1987)
- III Salão de Artes Plásticas – Rotary Club (V. N. Gaia, 1987)
- "40 por 50 – Artes Plásticas" – Casa Museu Teixeira Lopes (V. N. Gaia, 1987)
- Fragmentos (Porto, 1988)
- II Exposição de Pequeno Formato – Cooperativa Árvore (Porto, 1989)
- Exposição Anual de Sócios Artistas (Gaia, 1991)
- XI Exposição Colectiva - Cooperativa Árvore (Porto, 1992)
- "As cores de Março” – Galeria de Arte 245 (Porto, 1993)
- XII Exposição Colectiva – Cooperativa Árvore (Porto, 1993)
- Criarte – Centro Cultural de Belém (Lisboa, 1993)
- 14ª Exposição Colectiva dos sócios da Árvore (Porto, 1995)
- Associação Nacional de Jovens Empresários (Lisboa, 1995)
- Fozarte  Casa do Farol (Porto, 1995)
- VIII Salão de Artes Plásticas – Gaiarte Rotary Club Gaia (1995)
- Exposição de Artistas Plásticos – ANJE (Porto, 1995)
- Festarte – Matosinhos – Rotary Club de Matosinhos (1996)
- 1.ª Colectiva de Artes Plásticas – Cruz Vermelha Portuguesa (Porto, 1996)
- Centenário da Cruz Vermelha Portuguesa (Porto, 1997)
- Exposição de Artistas Convidados – Pavilhão da Cruz Vermelha Portuguesa (Porto - 1997)
- IX  Salão de Artes Plásticas – Rotary Club (V. N. Gaia, 1997)
- 4 propostas Estéticas – Museu de Aveiro (1997)
- Exposição de Pintura - Cruz Vermelha Portuguesa - Expo 98 (Lisboa, 1998)
- II Congresso dos Artistas Plásticos – ANAP (Porto, 1999)
- "Dê  60 minutos para os próximos mil anos” – Jardim do Príncipe Real –Museu da Água (Lisboa, 2000)
- Pintura Pequeno  Formato - FANTASPORTO (2000)
- V Exposição da ANAP (Porto, 2000)
- Colectiva de Artes Plásticas – Rotary e o Dever da Solidariedade (Porto, 2000)
- Euroarte (V. Nova de Gaia, 2001)
- Encontro de Artes – Mosteiro da Serra do Pilar (V. Nova de Gaia, 2009)
- "Feminino Plural" – Fórum da Maia (2011)
- "Despertar das Artes" (Espinho, 2012)
- "Península com arte " (2012)
- "15 +1"  Galeria  D’ Avinci (Porto, 2013)
- "2ª Bienal Internacional Mulheres d’Artes" - Museu Municipal de Espinho (2013)
- Exposição na Fundação Pró Dignitate no âmbito dos 20 anos do Encontro Mundial "Mulheres na Diáspora" (Lisboa, 2013)
- Exposição Dia Internacional da Mulher - C.M. de Gaia (2014)
- Exposição Museu Caves Santa Marta (Santa Marta de Penaguião, 2014)
- "(Con)tributos da Liberdade a Joan Miró”, Café Majestic (Porto, 2014)
- Exposição leilão – Forte S. João da Foz (Porto, 2015)
- "3ª Bienal Internacional Mulheres d’Artes" (Espinho, 2015)
- "Rótulos de vinhos do Douro" - Museu Caves Santa Marta (Santa Marta de Penaguião, 2015)
- "Rapid Eye movement - MB  572 - Galeria REM (2015)
- "Poetas e Artistas à procura de uma Casa para o Menino Jesus" - Fundação Escultor José Rodrigues (Porto, 2015)
- "Douro Vinhateiro" - Museu Caves Santa Marta (Santa Marta de Penaguião,2016)
- "XXX Exposição Coletiva dos Sócios da Árvore – Museu Soares dos Reis (Porto, 2016)
- "O QUE A ARTE CURA" - Clube Médico – SRCOM (Coimbra, 2016)
- "Na Ordem com Arte" – SRNOM (Porto, 2016)
- "Cerejeiras em Flor" - Centro Cultural José Rodrigues (Alfândega da Fé, 2016)
- "A lenda do conde de Guillon” - Museu Caves Santa Marta (Santa Marta de Penaguião,2017)
- XXXI Exposição Coletiva dos Sócios da Árvore – Câmara Municipal de Matosinhos (2017)
- O Erotismo no Douro – Palácio de Mateus (Vila Real, 2017)
- "Homenagem às Carquejeiras do Porto" - Fundação Manuel António da Mota (Porto, 2018)
- "Douro Património Mundial" - Museu Caves Santa Marta (Santa Marta de Penaguião, 2018)
- "XXXII" - Exposição Colectiva dos Sócios da Árvore - Fundação Manuel António da Mota (2018)
- "Se Você Não Tivesse Aqui..." - Árvore - Cooperativa de Actividade Artística CRL (2019)
- "XXXIII Exposição Coletiva dos Sócios da Árvore " - Fundação Manuel António da Mota (2019)
- "Vinho e Arte no Douro" -  Museu Caves Santa Marta (Santa Marta de Penaguião, 2019)
- "XMAS CALL" - Árvore - Cooperativa de Actividades Artísticas CRL (Porto, 2019)
- "XXXIV Exposição Coletiva dos Sócios da Árvore" - Fundação Manuel António da Mota (Porto, 2020)
- "A ÁRVORE DAS PALAVRAS  Homenagem a Teolinda Gersão" - Árvore - Cooperativa de Actividades Artísticas CRL (Porto, 2021)
- "Arte, Vinho e Música" - Museu Caves Santa Marta (Santa Marta de Penaguião, 2021)
- Exposição Colectiva dos Sócios da Cooperativa Árvore - Fundação Manuel António da Mota (Porto, 2021)
- 36ª Exposição Coletiva dos Sócios da Árvore – Fundação Manuel António da Mota (Porto, 2022)
- “Arte e Alterações Climáticas “ – Mosteiro de Ancede – Centro Cultural (Baião, 2023)

## Obras Editadas
- Artista convidada pela Ordem dos Engenheiros[5], aquando da nomeação da Ponte D. Maria Pia reconhecida como "Civil Engineering Historial Landmark” para  a realização de uma edição limitada de Serigrafias[6], sobre a "Ponte D. Maria Pia"
- "Medicina Social ". Obra encomendada pela Faculdade de Medicina da Universidade do Porto (2016)
- Autora da obra gráfica do livro "+ Porto" com textos poéticos de José Efe – Edições Seda Publicações (2016)
- Autora da obra gráfica da capa do livro "Palavras Aladas" – Editora Edita-me;
- Autora da obra gráfica da capa do livro "Método Psico-Comunitátio na normalização de adictos ao álcool e /ou às drogas ilícitas" – Edições Afrontamento;
- Autora da obra gráfica da capa do livro "Ensaios em Bioética" – Edição do Conselho Federal de Medicina;
- Autora da obra gráfica da capa do livro "Lusofonia e Francofonia – A Aliança da " Latinoesfera" – Edições Afrontamento;
- Autora da obra gráfica e ilustrações do livro "Tempo Suspenso", de José Efe
- "NOVA ÁGUIA Revista de Cultura para o Século XXI" ; Nº 20 - 2º Semestre 2017; texto págs. 16 e 17 – Editora Zéfiro